# Jean Gerson
Jean Gerson vagy Jean Charlier de Gerson (Gerson, Rethel mellett, Ardennes, 1363. december 13. – Lyon, 1429. július 12.) középkori francia prédikátor, filozófus, politikus, professzor és teológus.
1395 és 1415 között a Párizsi Egyetem kancellárja. Ebbéli minőségéből kifolyólag részt vett korának belpolitikai küzdelmeiben, az Armagnac és burgundi pártok között kitört polgárháborúban való közvetítésben. Szerepet játszott továbbá a nagy nyugati egyházszakadás felszámolására irányuló törekvésekben: mint vezető teológus, részt vett a konstanzi zsinaton, és nagy szerepe volt az egyházszakadás felszámolásában. Teológusként kiérdemelte a Doctor Christianissimus, azaz a Legkeresztényibb Tanító címet. Tanításának középpontjában Pszeudo-Dionüsziosz misztikus teológiája, valamint Szent Bonaventura tanai álltak. Szemben állt Duns Scotus logikájával és a neoplatonistákkal.

## Élete
Arnulphe Charlier és Élisabeth de la Chardenière gyermekeként született. Anyját második Mónikának hívta – utalva ezzel Hippói Szent Ágoston édesanyjára. Családja igen vallásos volt, a család 12 gyermeke közül 7 egyházi szolgálatba lépett. Jean Gerson 14 éves korában került Párizsba, a híres Navarrai Kollégiumba, ahol öt év tanulás után licenciátust szerzett. Ezt követően teológiát kezdett tanulni, Gilles des Champs (Aegidius Campensis) és Pierre d’Ailly (Petrus de Alliaco) professzoroktól. Pierre d’Ailly ezen kívül az egyetem kancellárja, illetve a Navarrai Kollégium rektora is volt, majd Puy püspöke és Cambrai érseke lett. Haláláig Gerson barátja maradt.
Gerson kitűnt tehetségével az egyetemen, ahol a francia akadémiai nemzet procurátorává választották 1383-ban és 84-ben. 1384-ben baccalaureátust szerzett teológiából.
1387-ben d’Ailly kancellárral és az egyetem más képviselőivel együtt a pápa hívására Avignonba ment, ahol egy dogmatikai kérdésben kellett állást foglalniuk. Jean de Montson (Monzón, de Montesono), egy aragóniai származású, a párizsi egyetemen teológiai doktorátus szerzett dominikánus azt állította ugyanis, hogy Szűz Mária az áteredő bűnből született: Szűz Mária megfoganása és megszületése is az áteredő bűn következménye. Ezzel a dominikánusoknak a Szeplőtelen fogantatás doktrínájával való szembenállását fogalmazta meg. Ennek következtében az egyetem teológiai fakultása a dominikánusokat kizárta az egyetemről.
Jean de Montson VII. Kelemen ellenpápához fellebbezett. Ennek hatására küldte a párizsi egyetem a küldöttséget a pápa elé, hogy biztosítsák az egyetem azon jogát, hogy maga értékelhesse a saját teológiai professzorait. Gerson életrajzírói az avignoni utazást Luther római útjához szokták hasonlítani: ettől kezdve ugyanis Gerson az egyház erkölcseinek megreformálásának és a skizma megszüntetésének buzgó híve lett.
1392-ben Gerson teológiai licenciátust, majd 1394-ben teológiai doktorátust szerzett. 1395-ben Pierre d’Aillynek Puy püspökévé történő kinevezésekor, mindössze 32 évesen a párizsi egyetem kancellárja lett. Ezzel egyidejűleg a Notre-Dame székesegyház kanonokja lett, valamint Merész Fülöp Burgundia hercege Brugges dékánjává is megválasztatta. Párizs egyetemének kancellárjaként megkerülhetetlen teológiai tekintéllyé vált Európában, valamint komoly politikai tényezővé vált Franciaországban.
1408-ban I. Lajos orléans-i herceg meggyilkolása után Gerson állást foglalt a merényletet megrendelő Félelemnélküli János, Merész Fülöp fia, burgundi herceg és annak pártfogoltja, Jean Petit ellen. Úgy vélte továbbá, hogy a pápának alá kell rendelnie magát az egyetemes zsinatnak. A konstanzi zsinat után az orléans-i és burgundi pártok között kitört polgárháború miatt kénytelen volt két évet száműzetésben Bajorországban tölteni, ahol megírta "A Teológia vigasztalása" című művét. Franciaországba visszatérve Lyonba vonult vissza az egyik bátyja által vezetett celesztinusok kolostorába, ahol az aszkéta életmódról írt könyveket, és szegény gyerekeket tanított.

## Tanítása

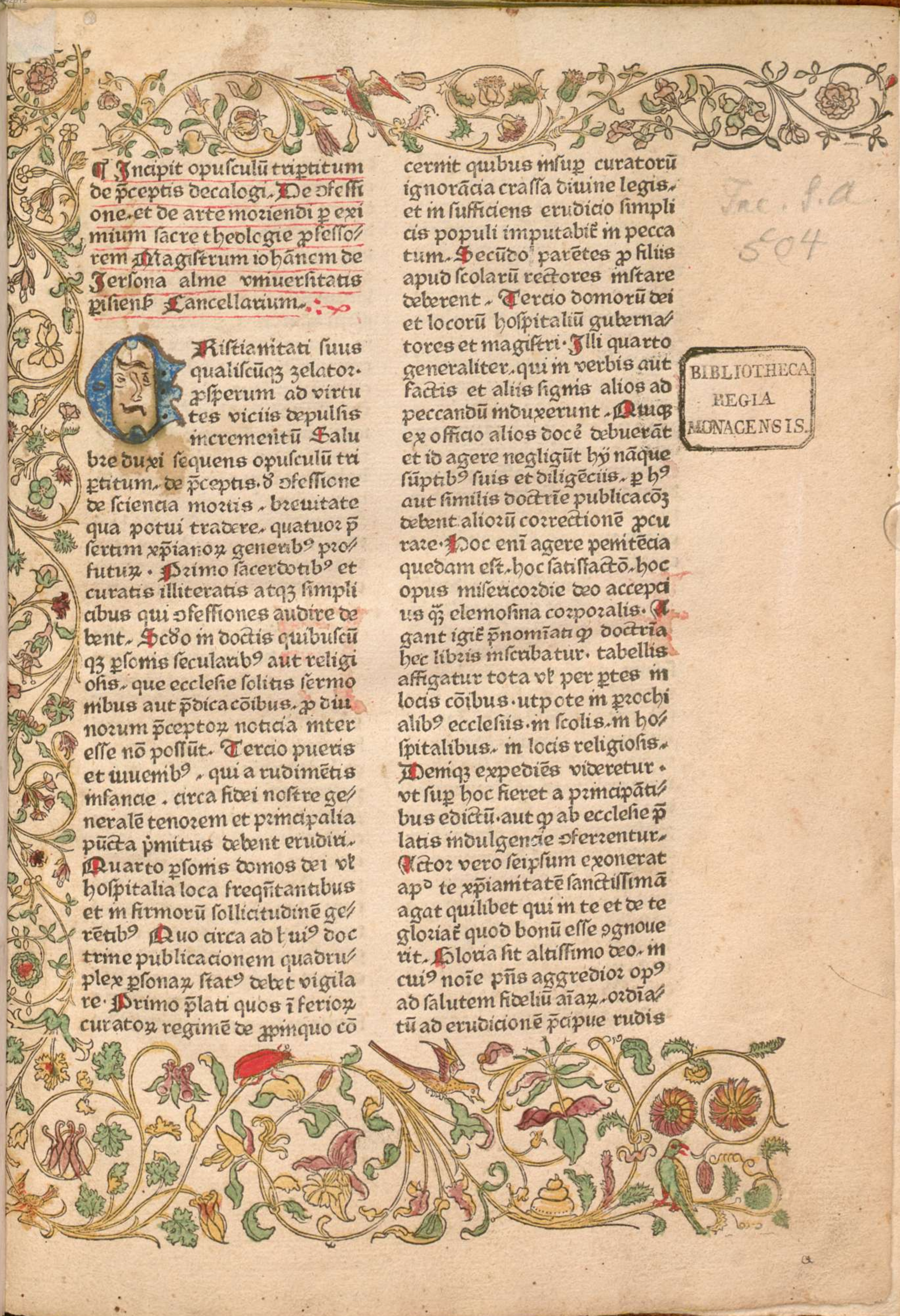
Gerson műveinek 1480 körüli kézirata

Tanításában keveredik a nominalizmus és a keresztény misztika. A racionalizmussal szemben Pszeudo-Dionüsziosz, Clairvaux-i Bernát és Szent Bonaventura miszticizmusát helyezte előtérbe. Nominalizmusára William Ockham volt nagy hatással. Gerson úgy vélte, hogy ily módon elkerülheti a skolasztika hibáit anélkül, hogy az averroisták tévedéseibe esne. A racionális teológia hanyatlásával szemben megfogalmazott misztikus vonásokat ötvöző tanításának szellemében szándékozta átszervezni a párizsi egyetem oktatását is. Ez irányú elképzeléseit alábbi műveiből tudjuk rekonstruálni:
- Epistolae de reformatione theologiae
- Epistolae ad studentes Coligii Navarrae, quid et qualiter studere debeat novus ideologiae auditor, et contra curiositatem studentium
- Lectiones duae contra vanam curiositatem in negotio fidei
- De mystica theologia, speculativa et practica

Ezekből kiderül, hogy a Szentírás, valamint az egyházatyák tanulmányozása kapta a legfontosabb szerepet oktatási rendszerében. Elvetette a világi hívságokat, aszketizmusra törekedett. Emiatt Tractatus contra romantiam de rosa című értekezésében kikelt a Guillaume de Lorris által elkezdett és Jean de Meung által folytatott híres "A rózsa regénye" című költemény frivolságai ellen. Célja a keresztény vallás mély hittel történő megélése volt. Tanításának hatása kimutatható Kempis Tamás Imitatio Christi (Krisztus követése) című művében. Nagy jelentőséget tulajdonított az elmúlásnak, külön útmutatót írt az elmúlás művészetéről. (Ars moriendi)

## A konstanzi zsinat
Gerson a párizsi egyetemen kidolgozott elképzeléseinek megfelelően került sor V. Sándor pápa megválasztására a pisai zsinaton. A pápa azonban nem váltotta be a hozzá fűzött reményeket, személye, főleg a Ferences rend iránti kivételezése nem kedvezett a keresztény egységnek, hiába figyelmeztette a pápát Gerson a kötelességeire (Sermo coram Alexandro Papa in die ascensionis in concilio Pisano).
A pápa a Párizsi Egyetem jogait sértő bullát adott ki, aminek hatására az egyetem, Gerson vezetésével fellázadt. Gerson Censura professorum in theologia circa bullam Alexandri V című írásában elítélte a pápa beavatkozását az egyetem joghatóságába. Sándor pápa hamarosan bekövetkező halála után XXIII János megválasztására került sor, aki azonban szintén nem volt képes létrehozni a kereszténység egységét. Gerson ekkoriban fejtette ki az egyetemes zsinat jogköréről szóló elképzelését: a zsinat a pápa felett áll, joga van a pápát letenni, és a pápa számára kötelező döntéseket hozni. A legújabb kutatások szerint azonban ezt nem általános szabályként értelmezte, hanem csak végszükség esetére tartotta lehetségesnek. Ezért nem okozott gondot számára Husz János elítéltetése sem, pedig Husz hasonló nézeteket vallott a pápa és a zsinat viszonyáról.

## Fordítás
- Ez a szócikk részben vagy egészben  a   Jean Gerson című angol Wikipédia-szócikk ezen változatának fordításán alapul.  Az eredeti cikk szerkesztőit annak laptörténete sorolja fel. Ez a jelzés csupán a megfogalmazás eredetét és a szerzői jogokat jelzi, nem szolgál a cikkben szereplő információk forrásmegjelöléseként.
- Ez a szócikk részben vagy egészben  a   Jean de Gerson című francia Wikipédia-szócikk ezen változatának fordításán alapul.  Az eredeti cikk szerkesztőit annak laptörténete sorolja fel. Ez a jelzés csupán a megfogalmazás eredetét és a szerzői jogokat jelzi, nem szolgál a cikkben szereplő információk forrásmegjelöléseként.

## Magyar nyelvű források
- Johan Huizinga: A középkor alkonya. Budapest: Európa. 1996.  ISBN 9630761041

Opera omnia, 1706

- Klaniczay Gábor (szerk.): Európa ezer éve: a középkor I-II. Budapest: Osiris. 2005.  ISBN 9633898196
- Szabó Flóris:  Források kódexeink halál-szövegeihez.  Irodalomtörténeti közlemények,  LXVIII. évf.  5–6. sz. (1964)
- Szántó Konrád: A katolikus egyház története. Budapest: Ecclesia. 1987.  ISBN 9633634814